# Frullania punctata
Frullania punctata là một loài Rêu trong họ Jubulaceae. Loài này được Reimers mô tả khoa học đầu tiên năm 1931.